# D. E. Stevenson
Dorothy Emily Stevenson (Edimburg, 18 de novembre de 1892 – Moffat, 30 de desembre de 1973) va ser una escriptora escocesa. Coneguda com a D. E. Stevenson, pel nom amb què signava les seves creacions, és autora de més de cinquanta obres i ha venut al voltant de 7 milions de còpies arreu del món. Algunes de les seves publicacions van ser best-sellers internacionals i va arribar a tenir nombrosos seguidors fidels, els quals s'autoanomenen «Dessies», a partir del nom de l'autora.

## Biografia
Dorothy Emily Stevenson va néixer a Edimburg el 1892. Era filla d'Annie Roberts i David Alan Stevenson, famós constructor de fars i cosí de l'escriptor Robert Louis Stevenson. Va ser educada a casa i va tenir una bona educació i diverses institutrius. A l'edat de vuit anys va començar a escriure d'amagat, ja que el seu pares no ho aprovaven i no volien que es dediqués a la literatura. El seu pare tampoc no li va donar permís per anar a la universitat, tal com la mateixa autora va admetre en una entrevista: «he didn't want a blue stocking girl in the family» (‘no volia una dona amb pretensions intel·lectuals a la família’).
L'any 1915 va publicar el seu primer llibre de poesia, sense gaire èxit, i el 1916 es va casar amb el comandant James Reid Peploe (nebot de l'artista Samuel Peploe), amb qui tindria quatre fills. El matrimoni es va instal·lar prop de Glasgow, a Bearsden, i el 1923, Stevenson va publicar la seva primera novel·la, Peter West, que no va tenir gaire rellevància en el mercat. Durant aquells anys, Stevenson va escriure un diari sobre la seva vida com a dona d'un soldat de l'exèrcit, el qual es va publicar en forma de novel·la el 1932, Mrs. Tim of the Regiment, i va suposar el seu primer èxit. El 1934 va aparèixer una altra obra que va ser molt ben acollida pels lectors, Miss Buncle’s Book (El llibre de la senyoreta Buncle), un dels seus personatges més populars i estimats. A partir d'aquest moment, l'interès del públic per les seves obres va créixer i va començar a publicar gairebé una obra cada any fins al 1969, l'any en què el seu marit va morir i Stevenson va deixar d'escriure. La seva darrera obra va ser House of the Deer.
L'autora va viure fins al 1973, quan va morir a l'edat de 81 anys a la localitat de Moffat, on la família s'havia mudat després de la Segona Guerra Mundial. Allà és on va ser enterrada amb el seu marit i on viuen els seus descendents actualment. L'any 2011, es van publicar tres novel·les inèdites que la seva neta va descobrir guardades entre records familiars en unes golfes. Posteriorment, també es van editar dos manuscrits inacabats.
La ciutat d'Edimburg va decidir homenatjar-la l'any 2016 i es va instal·lar una placa commemorativa al número 14 del carrer Eglinton Crescent de la ciutat, la casa on va viure durant la seva infantesa.

## Obra i característiques
L'obra de D. E. Stevenson és molt extensa, i tot i que a l'inici està formada per textos poètics, el gènere que predomina és la narrativa. La temàtica de les seves obres és principalment de caràcter romàntic, tot i que també va escriure novel·les de guerra, de ciència-ficció o sobre espionatge.
Un element predominant en els seus textos és la treballada descripció i evolució dels personatges, que sol anar lligada d'un subtil to humorístic i satíric. És característic de l'obra d'Stevenson que els personatges s'interrelacionin entre sí en diverses novel·les i siguin recurrents al llarg de les obres. D'aquesta manera, l'autora va crear el seu propi univers.
Durant les últimes dècades, l'interès per les novel·les de l'autora ha augmentat i l'any 2009 les editorials Persephone Books i Bloomsbury van reeditar en anglès títols com Mrs. Tim of the Regiment i El llibre de la senyoreta Buncle. Aquesta darrera obra va ser representada teatralment a Chicago, al Lifeline Theatre, el 2015. A més, l'editorial Lume Books ha publicat també les edicions digitals d'una quinzena d'obres en anglès.

## Traduccions al català:El llibre de la senyoreta BuncleiEl matrimoni de la senyoreta Buncle
L'editorial Viena Edicions va publicar l'any 2015 dins la seva col·lecció Cercle de Viena, dedicada a publicar clàssics moderns del segle XX, la traducció catalana de la novel·la Miss Buncle’s Book, El llibre de la senyoreta Buncle. Un any més tard, la mateixa editorial va publicar la segona part de l'obra, Miss Buncle Married, El matrimoni de la senyoreta Buncle.
A El llibre de la senyoreta Buncle, Barbara Buncle, una dona soltera de prop de quaranta anys que viu en un petit poble anglès, decideix escriure una novel·la per aconseguir ingressos. La novel·la tracta d'allò que ella coneix millor, la vida del poble i dels seus veïns, ja que la senyoreta Buncle considera que no té imaginació per a escriure sobre res més. Això sí, decideix canviar el nom del poble i dels veïns, i escriure amb un pseudònim, per si de cas. Quan un editor de Londres publica El pertorbador de la pau, la tranquil·la vida del poble Silverstream es veu totalment alterada, ja que tots els veïns queden retratats en una novel·la que els ridiculitza i n'exhibeix les seves intimitats. Aleshores, s'inicia una investigació entre els habitants per descobrir qui és l'autor d'una novel·la tan infame.
Aquesta comèdia és una sàtira sobre la vida rural d'un poble d'Anglaterra, en què l'autora juga també amb el concepte de «metaliteratura» (el lector es troba llegint un llibre que tracta d'un altre llibre). També tracta els límits de la ficció, ja que la protagonista arriba a desdibuixar en la seva ment el seu jo literari amb la seva identitat, així com també la dels seus veïns.
El matrimoni de la senyoreta Buncle és una continuació de la història de la senyoreta Buncle, un cop casada amb el seu editor. El matrimoni es muda a una altra població, on la Barbara sent una renovada inspiració que la condueix a escriure una nova novel·la, en què els personatges tenen certa semblança amb els veïns de la localitat. En aquesta novel·la sorgeixen nous personatges i Stevenson aprofundeix en el personatge de la senyoreta Buncle. L'autora també va escriure un tercer llibre sobre Barbara Buncle, anomenat The two Mrs. Abbotts, que no s'ha traduït al català.

## Llistat d'obres
Es mostren les dates de la primera edició i entre parèntesis els títols alternatius que algunes obres van tenir en reedicions posteriors.

### Poesia
Meadow-flowers, 1915
The Starry Mantle, 1926
Alister and Co., 1940, 1943 (It's Nice to Be Me)

### Novel·la
Peter West, 1923
Mrs. Tim of the Regiment, 1932
Golden Days, 1934
El llibre de la senyoreta Buncle, 1934
Divorced From Reality, 1935 (Miss Dean's Dilemma; The Young Clementina)
Smouldering Fire, 1935
El matrimoni de la senyoreta Buncle, 1936
The Empty World: A Romance of the Future, 1936 (A World in Spell)
The Story of Rosabelle Shaw, 1937 (Rosabelle Shaw)
Miss Bun the Baker's Daughter, 1938 (The Baker's Daughter)
Green Money, 1939
Rochester's Wife, 1940
The English Air, 1940
Mrs. Tim Carries On, 1941
Spring Magic, 1942
Crooked Adam, 1942
Celia's House, 1943
The Two Mrs. Abbotts, 1943
Listening Valley, 1944
The Four Graces, 1946
Mrs. Tim Gets a Job, 1947
Kate Hardy, 1947
Young Mrs. Savage, 1948
Vittoria Cottage, 1949
Music in The Hills, 1950
Winter and Rough Weather, 1951 (Shoulder the Sky)
Mrs. Tim Flies Home, 1952
Five Windows, 1953
Charlotte Fairlie, 1954 (Blow the Wind Southerly, The Enchanted Isle)
Amberwell, 1955
Summerhills, 1956
The Tall Stranger, 1957
Anna and her Daughters, 1958
Still Glides the Stream, 1959
The Musgraves, 1960
Bel Lamington, 1961
Fletcher’s End, 1962
The Blue Sapphire, 1963
Katherine Wentworth, 1964
Katherine’s Marriage, 1965 (The Marriage of Katherine)
The House on the Cliff, 1966
Sarah Morris Remembers, 1967
Sarah's Cottage, 1968
Gerald and Elizabeth, 1969
House of the Deer, 1970

### Obres editades després de la seva mort
Jean Erskine’s Secret, 2013
Emily Dennistoun, 2011
Portrait of Saskia, 2011
The Fair Miss Fortune, 2011
Found in the Attic collection of papers, 2013